# Гольские
Гальские (Гольские, Гольсково) — древний дворянский род.
Родоначальник Венедикт Гольский, внук которого Максим Худякович Гольский жалован поместьями в Белозёрском уезде (1621).
Род записан в VI часть родословной книги Новгородской губернии.

## История рода
Андрей Ерофеевич служил по Ряжску в городовым дворянином (1579—1594).
Поместье Игната Гальского в Смоленске передано Золотиловым (1610). Алексей Афанасьевич вёрстан новичным окладом по Мценску (1628). Ефремовский сын боярский Иван Гальский сотенный голова (1644). Артемон Степанович помещик Белозёрского уезда (1685). Фёдор Степанович подьячий Ефремовской приказной избы (1695). В XVII столетии Гальские владели поместьями так же в Арзамасском уезде.
Четверо представителей рода владели населёнными имениями (1699).
В настоящее время музей «Усадьба Гальских» является историко-этнографическим музеем.

## Известные представители
- Гальский Максим — смоленский городовой дворянин (1633).
- Гольский Михаил Петрович — московский дворянин (1681—1692).
- Гальский Николай Львович — череповецкий уездный предводитель дворянства[1][2].